# Шпорокрил
Шпорокрил (Plectropterus gambensis) — вид водних птахів родини качкових (Anatidae). Поширений в Африці.

## Поширення
Вид широко поширений у більшій частині Африки на південь від Сахари. Це водний вид, який населяє як сезонні, так і постійні водно-болотні угіддя, включаючи озера, річки, болота, ставки та штучні водойми.

## Опис
Шпорокрили отримали свою назву тому, що на кожному кінчику крила є шпора. Самці значно більші за самиць. Важать вони в середньому 5,5 кілограма. Вони також мають розвинений червоний дзьобово-лобовий горб. У старих гусаків також є червоні плями голої шкіри з боків шиї.

## Спосіб життя
Харчується переважно водними рослинами, насінням, фруктами, бульбами, зрідка комахами та дрібною рибою. Гніздиться в дуплах дерев або в покинутих гніздах інших видів; у місцях без деревної рослинності він також може будувати свої гнізда на землі або в порожнинах скель.